# Live @ KlangArt
Live @ Klangart is een live muziekalbum van de Duitse toetsenist Klaus Schulze. Het is grotendeels opgenomen tijdens een concert op 9 juni 2001 in Osnabrück.

## Musici
- Klaus Schulze – alle instrumenten behalve
- Wolfgang Tiepold – cello op CD2.

## Composities
Allen van Schulze:
- CD1

1. Breeze to sequence (15:08)
2. Loops to groove (12:58)
3. From church to search (14:06)
4. I loop you schwindelig (27:59)
5. Short romance (5:44) (studio-opname uit 2000)

- CD2

1. La fugue sequenca (21:59)
2. Cavalleria cellisticana (21:51)
3. Tracks of desire (9:13)
4. Last move at Osnabrück (13:36)
5. OS 9:07 (12;23) (studio-opname uit 2007)

Live @ Klangart werd in eerste instantie uitgegeven als twee enkelcd’s.